# سیارک ۳۷۱۳
سیارک ۳۷۱۳ (به انگلیسی: 3713 Pieters، نامگذاری:1985FA2) سه هزار و هفتصد و سیزدهمین سیارک کشف شده‌است که در ۲۲ مارس ۱۹۸۵ کشف شد.
قدر مطلق سیارک برابر ۱۱٫۳۰ است.